# Округ Џексон (Индијана)
Округ Џексон (енгл. Jackson County) је округ у америчкој савезној држави Индијана.

## Демографија
По попису из 2010. године број становника је 42.376, што је 1.041 (2,5%) становника више него 2000. године.
| Група             | 2000.          | 2010.          |
| Белци             | 39.323 (95,1%) | 38.826 (91,6%) |
| Афроамериканци    | 227 (0,5%)     | 282 (0,7%)     |
| Азијати           | 323 (0,8%)     | 359 (0,8%)     |
| Хиспаноамериканци | 1.112 (2,7%)   | 2.410 (5,7%)   |
| Укупно            | 41.335         | 42.376         |